# Cardiestra gobideserti
Cardiestra gobideserti là một loài bướm đêm trong họ Noctuidae.